# 天鹅湖 (动画电影)
天鹅湖（日語：白鳥の湖）是摄制于1981年的日本动画电影，日本东映映画社出品，野田卓雄导演。1983年在中国大陆上映，由上海电影译制厂译制配音，是1980年代继《银河铁道999》、《龙子太郎》之后在中国大陆上映的第三部日本动画长片。

## 聲演
| 配音       | 配音   | 配音     | 角色                           |
| 日本       | 台灣   | 中國大陸 | 角色                           |
| ---------- | ------ | -------- | ------------------------------ |
| 竹下景子   | 李映淑 | 刘广宁   | 歐德珍（オデット）             |
| 志垣太郎   | 于正昇 | 童自荣   | 吉弗利特王子（ジークフリード） |
| 小池朝雄   | 杨少文 | 翁振新   | 羅渡巴特（ロッドバルド）       |
| 一龍齋春水 | 李映淑 | 丁建華   | 歐德兒（オディール）           |
| 白石冬美   | 呂佩玉 | 程曉樺   | 瑪嘉莉妲（マルガリータ）       |
| 松金米子   | 劉小芸 | 王建新   | 漢斯（ハンス）                 |
| 中西妙子   | 李映淑 | 李梓     | 皇后（王妃）                   |
| 村山明     | 官志宏 |          | 賓諾（ベンノ）                 |
| 麥人       |        | 蓋文源   | 阿道夫（アドルフ）             |
| 八奈見乘兒 |        | 戴學廬   | 侍衛甲（大臣）                 |
| 川島千代子 |        |          | 卡特里那（カテリーナ）         |
| 中野聖子   | 呂佩玉 |          | 法蘭西絲（フランシーヌ）       |

## 相關項目
- 天鹅湖
- 东映动画